# Bahnstrecke Petingen–Bois Châtier
| Bahnhof in Fond-de-Gras |                      |                 |                 |
| Streckenlänge: | 9,3 km               |                 |                 |
| Spurweite: | 1435 mm (Normalspur) |                 |                 |
| Minimaler Radius: | 150 m                |                 |                 |
| |                      |                 |                 |
| \| \| \| von Luxemburg \| \| \| \| \| von Esch \| \| \| \| \| von Ettelbrück \| \| \| \| \| Petingen \| \| \| \| \| nach Athus \| \| \| \| 2,34 \| Schlammenberg \| Schlammenberg \| \| \| 2,63 \| Fussbusch \| Fussbusch \| \| \| 4,03 \| Rollingen \| Rollingen \| \| \| 4,73 \| Hackels \| Hackels \| \| \| 5,19 \| Stackels \| Stackels \| \| \| 5,95 \| Lamadelaine \| Lamadelaine \| \| \| 6,67 \| Graas \| Graas \| \| \| 7,36 \| Bois de Rodange \| Bois de Rodange \| \| \| 8,90 \| Klopp \| Klopp \| \| \| 9,27 \| Bois Châtier \| Bois Châtier \| |                      |                 |                 |
| Strecke |                      | von Luxemburg   | von Luxemburg   |
| Abzweig geradeaus und von links |                      | von Esch        | von Esch        |
| Abzweig geradeaus und ehemals von rechts |                      | von Ettelbrück  | von Ettelbrück  |
| Bahnhof |                      | Petingen        | Petingen        |
| Abzweig geradeaus und nach rechts |                      | nach Athus      | nach Athus      |
| ehemaliger Dienststation / Betriebs- oder Güterbahnhof | 2,34                 | Schlammenberg   | Schlammenberg   |
| Haltepunkt / Haltestelle | 2,63                 | Fussbusch       | Fussbusch       |
| ehemaliger Dienststation / Betriebs- oder Güterbahnhof | 4,03                 | Rollingen       | Rollingen       |
| ehemaliger Dienststation / Betriebs- oder Güterbahnhof | 4,73                 | Hackels         | Hackels         |
| ehemaliger Dienststation / Betriebs- oder Güterbahnhof | 5,19                 | Stackels        | Stackels        |
| Spitzkehrbahnhof links | 5,95                 | Lamadelaine     | Lamadelaine     |
| ehemaliger Dienststation / Betriebs- oder Güterbahnhof | 6,67                 | Graas           | Graas           |
| Haltepunkt / Haltestelle Strecke ab hier außer Betrieb | 7,36                 | Bois de Rodange | Bois de Rodange |
| Dienststation / Betriebs- oder Güterbahnhof (Strecke außer Betrieb) | 8,90                 | Klopp           | Klopp           |
| Betriebs-/Güterbahnhof Streckenende (Strecke außer Betrieb) | 9,27                 | Bois Châtier    | Bois Châtier    |

Die Bahnstrecke Petingen–Bois Châtier ist eine Industriebahn in Luxemburg. Heute wird ein Teil der Strecke von der Museumsbahn „Train 1900“ genutzt.

## Geschichte
Die Prinz-Heinrich-Eisenbahngesellschaft erhielt 1873 die Konzession zum Bau einer Industriebahn zu den Erzgruben südwestlich von Petingen. Der erste Abschnitt von Petingen bis Lamadelaine wurde im Dezember 1875 eröffnet, die restliche Strecke befand sich bereits im Bau. Wegen der finanziellen Schwierigkeiten der Bahngesellschaft wurden die Bauarbeiten 1876 vorerst abgebrochen. Bis dahin wurde noch das kurze Stück bis Graas fertiggestellt.
1877 wurde der Prinz-Heinrich-Eisenbahngesellschaft die Konzession entzogen, die daraufhin gegründete Anonyme Luxemburgische Prinz-Heinrich-Eisenbahn- und Erzgrubengesellschaft übernahm nicht nur die Konzessionen, sondern auch alles Eigentum der ersten Gesellschaft und setzte den Bau im Sommer 1878 fort. Im April 1879 konnte die Verlängerung bis Bois Châtier kurz vor der französischen Grenze eröffnet werden.
Personenverkehr fand auf der Strecke nicht statt. Auch eine Verbindung zum französischen Eisenbahnnetz bei Bois Châtier – es fehlten einige Hundert Meter Gleis – wurde nicht gebaut. So mussten die Wagenladungen einen wesentlich längeren und damit für die Bahngesellschaft lukrativeren Weg über das Streckennetz der  Anonymem Luxemburgischem Prinz-Heinrich-Eisenbahn- und Erzgrubengesellschaft nehmen. Der Großteil des Verkehrs machte der Abtransport des geförderten Erzes aus, angeliefert wurde vor allem Grubenholz.
Die ersten Erzgruben schlossen während des Zweiten Weltkrieges, 1962 wurde an der Strecke letztmals Erz verladen. Im Herbst 1964 verschüttete ein Erdrutsch bei Streckenkilometer 2,2 die Gleise, der Verkehr wurde danach aufgegeben. Offiziell stillgelegt wurde die Strecke 1970. Das Streckenstück ab km 2,2 bis Bois de Rodange wird seitdem von der Museumsbahn Train 1900 genutzt. 1986 kaufte Train 1900 die Strecke.